# Powodów Drugi
Powodów Drugi [pronunciación en polaco: /pɔˈvɔduf ˈdruɡi/] es un pueblo ubicado en el distrito administrativo de Gmina Wartkowice, dentro del Distrito de Poddębice, Voivodato de Łódź, en Polonia central. Se encuentra aproximadamente a 8 kilómetros al este de Wartkowice, a 13 kilómetros al noreste de Poddębice, y a 32 kilómetros al noroeste de la capital regional Łódź.